# Meistriliiga (1993/1994)
Meistriliiga 1993/1994 była 3. edycją najwyższej klasy rozgrywkowej piłki nożnej w Estonii.
Brało w niej udział 12 drużyn, które rozegrały 22 kolejek meczów. Obrońcą tytułu była Norma Tallinn. Mistrzostwo po raz pierwszy w historii zdobyła drużyna Flora Tallinn.

## Uczestniczące drużyny
| Uczestnicy poprzedniej edycji | Uczestnicy poprzedniej edycji | Uczestnicy poprzedniej edycji | Uczestnicy poprzedniej edycji |
| --- | ----------------------------- | ----------------------------- | ----------------------------- |
| NOR | Tallinna FC Norma             | Tallinn                       | 1                             |
| FLO | Tallinna FC Flora             | Tallinn                       | 2                             |
| NIK | Nikol Tallinn                 | Tallinn                       | 3                             |
| EPJ | Jõhvi JK Eesti Põlevkivi      | Jõhvi                         | 4                             |
| VIG | Tallinna KSK Vigri            | Tallinn                       | 5                             |
| NAR | JK Narva Trans                | Narwa                         | 6                             |
| KEE | Kohtla-Järve JHK Keemik       | Kohtla-Järve                  | 7                             |
| DAG | Tartu SS EsDAG                | Tartu                         | 8                             |
| DÜN | Tallinna JK Dünamo            | Tallinn                       | 9                             |
| MER | Tartu JK Merkuur              | Tartu                         | 10                            |
| SIL | JK Sillamäe Kalev             | Sillamäe                      | 11                            |
| Awans z Esiliigi |                               |                               |                               |
| TER | Pärnu JK Tervis               | Parnawa                       | 1                             |
| SAD | Tallinna JK Sadam             | Tallinn                       | 2                             |
| Oznaczenia: - kolumna pierwsza – skróty nazw drużyn, - kolumna trzecia – siedziba klubu, - kolumna czwarta – miejsce zajęte w poprzednim sezonie. |                               |                               |                               |

## Tabela
| Lp. | Drużyna               | M  | Z  | R | P  | B+ | B-  | +/– | Pkt | Kwalifikacja lub spadek                   |
| --- | --------------------- | -- | -- | - | -- | -- | --- | --- | --- | ----------------------------------------- |
| 1   | Flora Tallinn (M)     | 22 | 15 | 6 | 1  | 61 | 9   | +52 | 36  | Puchar Europy UEFA • runda kwalifikacyjna |
| 2   | Norma Tallinn (P)     | 22 | 17 | 2 | 3  | 69 | 11  | +58 | 36  | Puchar Zdobywców Pucharów • 1/32 finału   |
| 3   | Tevalte Tallinn (W)   | 22 | 15 | 4 | 3  | 70 | 9   | +61 | 34  | wykluczona                                |
| 4   | Nikol Tallinn         | 22 | 15 | 3 | 4  | 49 | 19  | +30 | 33  |                                           |
| 5   | Narva Trans           | 22 | 12 | 6 | 4  | 50 | 16  | +34 | 30  |                                           |
| 6   | Sadam Tallinn         | 22 | 11 | 3 | 8  | 38 | 26  | +12 | 25  |                                           |
| 7   | Jõhvi Eesti Põlevkivi | 22 | 9  | 6 | 7  | 39 | 16  | +23 | 24  |                                           |
| 8   | Tartu EsDAG           | 22 | 6  | 2 | 14 | 22 | 59  | −37 | 14  |                                           |
| 9   | Pärnu Tervis (S)      | 22 | 5  | 2 | 15 | 18 | 47  | −29 | 12  | spadek do Esiliiga                        |
| 10  | Dünamo Tallinn (S)    | 22 | 5  | 2 | 15 | 25 | 54  | −29 | 12  | spadek do Esiliiga                        |
| 11  | Tartu Merkuur (S)     | 22 | 2  | 1 | 19 | 12 | 101 | −89 | 5   | spadek do Esiliiga                        |
| 12  | Sillamäe Kalev (S)    | 22 | 1  | 1 | 20 | 11 | 97  | −86 | 3   | [ iv ]                                    |

1. ↑  Flora Tallinn i Norma Tallinn rozegrały mecz o mistrzostwo Meistriliiga.
2. ↑  Przed sezonem Tallinna KSK Vigri przyjęła nazwę sponsora Tevalte[1].
3. ↑  Tevalte Tallinn został zdyskwalifikowany jedną kolejkę przed końcem mistrzostw z powodu oskarżeń o ustawianie meczów. Wina Tevalte nie została udowodniona, ale stracił on mistrzostwo[2].
4. ↑  Sillamäe Kalev wycofał się cztery kolejki przed końcem rozgrywek.

## Wyniki
| Gospodarz \ Gość      | FLO | NOR | NIK | NAR | SAD | EPJ | DAG | TER | DÜN | MER  | SIL  | TEV |
| --------------------- | --- | --- | --- | --- | --- | --- | --- | --- | --- | ---- | ---- | --- |
| Flora Tallinn         |     | 1–1 | 1–0 | 1–1 | 3–0 | 0–0 | 5–1 | 2–0 | 5–1 | 4–0  | 6–0  | 1–2 |
| Norma Tallinn         | 0–1 |     | 3–0 | 0–1 | 7–0 | 1–1 | 4–0 | 4–0 | 2–0 | 7–1  | 7–0  | 1–0 |
| Nikol Tallinn         | 1–1 | 1–3 |     | 2–1 | 0–0 | 1–0 | 4–2 | 4–2 | 0–2 | 8–1  | 4–1  | 2–1 |
| Narva Trans           | 1–1 | 0–3 | 0–1 |     | 2–1 | 1–0 | 1–1 | 3–0 | 1–0 | 10–0 | 11–0 | +:- |
| Sadam Tallinn         | 0–4 | 0–2 | 0–1 | 1–0 |     | 0–0 | 3–0 | 2–0 | 4–1 | 3–0  | 3–0  | 0–3 |
| Jõhvi Eesti Põlevkivi | 0–2 | 1–2 | 0–1 | 0–2 | 0–0 |     | 3–0 | 4–0 | 1–0 | 9–0  | +:-  | 1–2 |
| Tartu EsDAG           | 1–4 | 0–3 | 0–3 | 2–2 | 0–6 | 0–5 |     | 1–0 | 1–3 | 2–1  | 3–1  | 0–1 |
| Pärnu Tervis          | 0–6 | 0–2 | 0–2 | 2–2 | 0–2 | 2–5 | 4–0 |     | 2–0 | 3–0  | +:-  | 0–2 |
| Dünamo Tallinn        | 0–4 | 1–3 | 0–4 | 1–6 | 1–2 | 1–1 | 2–4 | 2–1 |     | 0–0  | 3–2  | 0–6 |
| Tartu Merkuur         | 0–6 | 0–5 | 0–5 | 0–5 | 1–5 | 0–3 | 1–2 | 1–2 | 1–5 |      | 4–1  | 0–6 |
| Sillamäe Kalev        | 0–3 | 0–8 | 1–5 | -:+ | 0–6 | 1–5 | 1–2 | 0–0 | 2–1 | -:+  |      | 1–2 |
| Tevalte Tallinn       | 0–0 | 3–1 | 0–0 | 0–0 | 1–0 | 0–0 | 2–0 | 3–0 | 2–1 | 10–1 | 24–0 |     |

1. ↑  +:- ostatni mecz Tevalte Tallinn nie został rozegrany, przeciwnik wygrał walkowerem. Wynik meczu 0-0.
2. 1 2 3 4  +:- Sillamäe Kalev nie rozegrał ostatnich czterech meczów, przeciwnicy wygrali walkowerem. Wyniki meczów 0-0.

## Baraż o mistrzostwo Meistriliiga
Norma Tallinn i Flora Tallinn po zdobyciu równej liczby punktów rozegrały mecz dodatkowy o mistrzostwo Meistriliiga. Flora wygrała wynikiem 5:2 (3:0). Norma zagrała młodymi zawodnikami w ramach protestu przeciwko dyskwalifikacji Tevalte Tallinn.
| 30 czerwca 1994 | Flora Tallinn                                                   | 5:2(3:0) | Norma Tallinn                | Stadion Kadriorg, Tallinn Widzów: 700 Sędzia: Timo Keltanen |
| 30 czerwca 1994 | Zelinski 21' 25' 35' · Tarmo Linnumäe 58' · Toomas Kallaste 61' | 5:2(3:0) | 55' Tarmo Saksa · 90' Leetma | Stadion Kadriorg, Tallinn Widzów: 700 Sędzia: Timo Keltanen |

## Najlepsi strzelcy
| Bramki | Strzelcy          | Drużyna                         |
| ------ | ----------------- | ------------------------------- |
| 27     | Maksim Gruznov    | Narva Trans / Tevalte Tallinn   |
| 19     | Sergei Bragin     | Norma Tallinn / Tevalte Tallinn |
| 14     | Anatoli Novožilov | Narva Trans                     |
| 14     | Nikolai Toštšev   | Tevalte Tallinn                 |
| 10     | Juri Braiko       | Jõhvi Eesti Põlevkivi           |
| 10     | Aleksandr Žurkin  | Norma Tallinn                   |
| 9      | Sepo Vilderson    | Norma Tallinn                   |
| 8      | Andrei Borissov   | Norma Tallinn / Tevalte Tallinn |
| 8      | Urmas Kirs        | Flora Tallinn                   |
| 8      | Juri Tšurilkin    | Norma Tallinn                   |

Źródło: